# Daniel Kleitman
Daniel J. Kleitman (* 4. Oktober 1934 in New York City) ist ein US-amerikanischer Mathematiker, der sich mit Kombinatorik befasst.

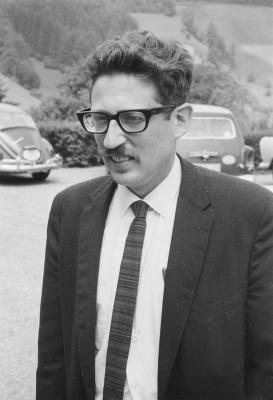
Daniel Kleitman (1967)

Kleitman studierte Physik an der Cornell University (Bachelor 1954) und der Harvard University, wo er 1955 seinen Master-Abschluss machte und 1958 bei Julian Schwinger promoviert wurde (Static Properties of Heavy Fermi-Particles; Deuteron-Nucleon Scattering at High Energy). Als Postdoktorand war er 1958/59 an der Universität Kopenhagen. 1960 bis 1966 war er Assistant Professor für Physik an der Brandeis University. Dort wechselte er unter dem Einfluss von Paul Erdős, mit dem er mehrfach publizierte, zur Mathematik. 1966 wurde er Associate Professor und 1969 Professor für Mathematik am Massachusetts Institute of Technology (MIT). 1979 bis 1984 war er dort Leiter der Fakultät.
Kleitman beschäftigt sich mit Kombinatorik (Graphentheorie) mit Anwendungen im Operations Research.
Er war mathematischer Berater für den Film Good Will Hunting.
Mit einigen anderen Mathematikern (Ronald Graham, Douglas West, George B. Purdy, Paul Erdős, Fan Chung) publizierte er auch unter dem Pseudonym G. W. Peck ab 1979 (nach Peck ist sogar ein mathematischer Begriff benannt: Peck Poset). Insgesamt erschienen unter dem Namen rund 16 wissenschaftliche Arbeiten.
1975 bis 1982 war er Herausgeber des J. Algebraic and Discrete Methods der SIAM. Er ist Mitglied der American Academy of Arts and Sciences (seit 1973), der National Academy of Sciences (2024) und der New York Academy of Sciences.
Zu seinen Doktoranden zählen Stephen Altschul und Michael Saks.